# The Late Late Show
The Late Late Show, noto anche semplicemente come The Late Late, è un talk show irlandese trasmesso su RTÉ One e attualmente condotto da Patrick Kielty. In onda dal 6 luglio 1962, è il secondo talk show notturno più longevo al mondo, preceduto solo dall'americano The Tonight Show.
Il programma viene trasmesso in diretta ogni venerdì alle 21:30 (GMT) da settembre a maggio, con una durata di circa 90 minuti per episodio.

## Storia
The Late Late Show inizialmente era concepito come un programma temporaneo per riempire il palinsesto estivo, rivolto a un pubblico di nicchia il sabato sera. Tuttavia fu trasmesso per la prima volta venerdì 6 luglio 1962 alle ore 23:20 (GMT). Il primo conduttore del programma è stato il presentatore radiofonico e televisivo Gay Byrne, che ha mantenuto il ruolo per oltre 37 anni, diventando il conduttore più longevo nella storia dello show. Sotto la conduzione di Byrne, il programma ha affrontato temi controversi e argomenti tabù come la sessualità, l'aborto, il divorzio, la contraccezione e il potere della Chiesa cattolica in Irlanda.
Il format è rimasto per lo più invariato nel tempo, combinando musica, interviste, momenti di comicità e discussioni dal vivo con il coinvolgimento del pubblico su temi di attualità. La crescente popolarità dello show lo ha portato rapidamente ai vertici degli ascolti su RTÉ, posizione che ha mantenuto per oltre quarant’anni. Alcuni sociologi attribuiscono al programma un ruolo chiave nel plasmare le attitudini sociali degli irlandesi e nel promuovere cambiamenti culturali significativi nel paese.
Pat Kenny ha succeduto Byrne, conducendo il programma per dieci anni, dal 1999 al 2009. Ryan Tubridy ha poi preso il suo posto nel settembre 2009 e ha diretto lo show per i seguenti quattordici anni. Con l'arrivo di Tubridy, gli ascolti hanno visto un vertiginoso incremento, tanto da avvicinarsi a quelli degli anni d'oro di Gay Byrne. Patrick Kielty è l'attuale conduttore, subentrato a Tubridy nel settembre 2023.
Nel corso degli anni, il programma ha ospitato numerose personalità di rilievo, tra cui Madre Teresa di Calcutta, le presidenti irlandesi Mary Robinson e Mary McAleese, musicisti come Elton John, gli U2, Bob Geldof, Cliff Richard e Rod Stewart, attori come Colin Farrell e Peter Sellers, presentatori televisivi come Jerry Springer e Graham Norton, oltre a sportivi come Sonia O'Sullivan e Roy Keane.

### Eurosong
A partire dal 2009, il programma ospita un'edizione speciale chiamata Eurosong, in cui si tiene la finale delle selezioni per l'Eurovision Song Contest. In questa occasione, sei finalisti si esibiscono dal vivo e, grazie ai voti combinati del pubblico e delle varie giurie, viene scelta la canzone che rappresenterà l'Irlanda al contest. Lo show include anche esibizioni di ospiti e un panel di esperti eurovisivi che discutono le performance insieme al conduttore.